# Marumba jankowskii
Marumba jankowskii is een vlinder uit de familie van de pijlstaarten (Sphingidae). De wetenschappelijke naam van de soort werd in 1880 gepubliceerd door Charles Oberthür.